# Pavel Alexeevici Cerenkov
Pavel Alexeevici Cerenkov (în rusă Павел Алексеевич Черенков, n. 28 iulie 1904, Novaya Chigla⁠(d), Bobrovsky Uyezd⁠(d), Gubernia Voronej⁠(d), Imperiul Rus – d. 6 ianuarie 1990, Moscova, RSFS Rusă, URSS) a fost un fizician sovietic de mare reputație, laureat al Premiului Nobel pentru Fizică în 1958 pentru descoperirea fenomenului denumit în onoarea sa efect Cerenkov.